# Tapis vert (jeu)
Pour les articles homonymes, voir Tapis vert.
Tapis vert était un jeu de La Française des jeux (anciennement France Loto, et avant encore SLNLN) créé en 1987 où il était possible de gagner jusqu'à mille fois sa mise. 
Il fallait cocher pour chaque couleur de carte (pique, cœur, carreau, trèfle) une carte (allant du 7 à l'as). Les mises (appelées « tables » sur le bulletin) disponibles sont de 2F, 5F, 10F, 20F, 50F, ou 100F. Si le joueur trouve 2 bonnes cartes, il gagne 2 fois sa mise, pour 3 bonnes cartes, il gagne 30 fois sa mise, et si toutes les cartes sont bonnes, il remporte mille fois sa mise.
La probabilité d'avoir les 4 bonnes cartes est de 1 sur 4 096.
Les tirages étaient diffusés en direct à 20 h 45 sur TF1 après le tiercé et la météo, entre deux pages de publicité jusqu'en 1992 puis aussi sur France 2 jusqu'en février 1993 et de mars au 5 septembre 1993 et le tirage qui diffuse tous les après-midis sur France 3. La production a été confiée  à Gilbert Richard. Jean-Marc Laurent, ex-membre de la radio NRJ devenu présentateur du Loto par la suite et journaliste média, qui en fut l'un des animateurs principaux.
Le jeu se déroulait sous contrôle d'un huissier de justice.
Le premier tirage du Tapis vert a eu lieu le jeudi 15 octobre 1987 sur TF1 à 20h35 jusqu'à dimanche 6 septembre 1992 puis le lundi 7 septembre 1992 à 20h35 sur France 2 jusqu'en février 1993 et le lundi 1er mars 1993 à 12h55 sur France 3 jusqu'au 5 septembre 1993
Le dernier tirage a eu lieu le 15 septembre 1993, pour laisser place le lendemain au Keno. 

## Tirage mémorable et fin de vie
Le mardi 29 mars 1988 eut lieu un tirage typique composé d'un carré d'as. De nombreux joueurs avaient misé sur cette combinaison et les gains distribués ont été très supérieurs aux mises. À la suite de cet incident, le règlement intérieur de la Française des jeux a été modifié pour permettre le plafonnement des mises. Ce coup du hasard a cependant fragilisé la situation financière du jeu qui s'arrêtera en 1993. De multiples rumeurs ont été émises concernant la fin du jeu, la plus probable étant celle de l'interdiction formelle promulguée via une loi mettant en cause l'instabilité du jeu.

## Parodie
L'émission sera parodiée par les Inconnus pour un tirage spécial non pas sur TF1 mais sur Antenne 2.